# 薬物動態学
薬物動態学（やくぶつどうたいがく、英語: pharmacokinetics）は、生体に投与した薬物の体内動態とその解析方法について研究する学問である。

## 薬力学と薬物動態学
薬物療法の基盤となる学問を薬理学 (pharmacology) という。生体に対して影響を与える化学物質を薬物 (drug) と総称する。臨床で用いられる治療薬は薬物の一部である。薬物が生体に対して及ぼす作用を薬理作用 (pharmacological effect) という。薬理学において薬理作用のメカニズムを研究する学問領域を薬力学 (pharmacodynamics) という。薬物は分子であり生体内の分子と相互作用して作用を現す。薬物が結合する生体内分子を受容体(receptor)と総称する。したがって、薬理作用は薬物と受容体の分子間相互作用からはじまる。特に治療薬の場合は、最終的に個体において十分な効果があるかどうかで判定される。このことから薬理学では分子レベルの薬物の作用が個体レベルに反映されるまでの、細胞レベル、組織レベル、そして臓器レベルでも薬理作用を理解する必要がある。
一方、薬物を個体に投与して期待する効果を得るためには、薬物をどれくらいの量、いつ投与をすればよいかを決定する必要がある。経口投与か静脈注射かそれとも経皮投与かなどの投与方法も判断しなければならない。したがって、投与した薬物が体内にどのように吸収され、各臓器や組織に分布して、どのくらいの速さでどこから排泄され、標的部位にどのような時間経過で到達するのかを理解する必要はある。このような薬物の生体内動態に関する薬理学の領域を薬物動態学 (pharmacokinetics) という。これは生体が薬物に対してどのような作用を及ぼすかを研究する学問領域といえる。薬力学的作用に個体差があるのと同様に、薬物の生体内動態にも個体差があり、これも薬理作用の個体差が生じる原因となっている。また、薬物を標的とする組織に効率よく送達させる薬物送達システム（drug delivery system、DDS）についても開発が進んでいる。
薬物動態学では薬物の生体内動態を吸収 (absorption)、分布 (distribution)、代謝 (metabolism)、排泄 (excretion) の4つに分けて分析をする。この4つの頭文字をとりADME（日本ではアドメと呼称される）といわれる。

## 吸収
薬物は全身の様々な部分から投与される。全身的な作用を期待して投与された薬物は投与された部位から全身循環に移行し、その後、作用発現部位に到達する。このように血管外に投与された薬物が全身循環に到達する過程を吸収(absorption)という。例えば、経口製剤（錠剤やカプセル剤）が投与された場合には、その製剤は消化管内で崩壊し、製剤中の薬物は主に小腸から吸収され血液中に入る。また非経口投与（経皮吸収型製剤や皮下や皮内注射など）では薬物はまず投与部位に近い末梢血管中に到達する。

### 指標

#### バイオアベイラビリティ
薬物の吸収の指標としてはバイオアベイラビリティ (bioavailability) が知られている。血管外に投与された薬物はいったん全身循環血中に入り作用部位に到達する。そのため、循環血中の薬物濃度（血中薬物濃度）が薬物の作用を反映すると考えられる。血管外に投与された薬物は吸収されて血中に入るが、投与された薬物の全てが血中に入るわけではないことから、投与された薬物のどのくらいの割合が全身循環血中に到達したかが、薬物の効果を考える上で重要となる。この血管外投与された薬物が全身循環血中に入る割合をバイオアベイラビリティ（生体内利用率）という。静脈注射した場合、定義上バイオアベイラビリティは1になる。
またバイオアベイラビリティは生物学的同等性を示す時に用いられることがある。2つの医薬品が同等であると確認する方法のひとつは2つの医薬品の有効性や安全性を確かめることである。このことを治療学的同等性という。もう一つの同等性を確認する方法は2つの医薬品間でバイオアベイラビリティの量と速度が等しい場合に「生物学的同等性を示している」という。生物学的同等性が得られていれば新規医薬品の有効性や安全性は新たに臨床試験を実施しなくとも、「既存の医薬品と治療学的に同等であるとみなすことができる」と考えることが科学的かつ合理的であるとされている。既存製剤の処方や含量を変更する場合、剤形を変更する場合、後発医薬品などについて生物学的同等性試験についてガイドラインが出されている。

#### 初回通過効果
経口投与した薬物は小腸上部で吸収され門脈に入る。その場合は消化管粘膜の上皮細胞において代謝される場合がある。さらに門脈血から肝臓に入った薬物の一部は肝臓により代謝を受けたり、排泄されたりする。このように薬物が全身循環血に移行する過程でおこる消失（代謝や排泄）のことを初回通過効果（first-pass effect）という。
消化管上皮の薬物代謝酵素発現量は肝臓よりも低く血流量も少ないため、全身クリアランスへの関与は少ない。しかし薬物が経口投与される場合は消化管で吸収された薬物は消化管粘膜を通過する。消化管上皮には主としてCYP3A分子種が発現しているので上皮細胞内に吸収されたCYP3A基質薬物は上皮内で一部が代謝を受け代謝を免れた薬物が門脈に移行する。門脈に移行した薬物は肝臓でさらに代謝を受ける。つまり、経口投与された薬物は消化管粘膜と肝臓で2段階の代謝を受ける

### 機構
消化管などの生体バリアを通過する場合は経細胞経路または傍細胞経路通過する必要がある。
経細胞経路
投与された薬物が経細胞経路で血管内に移行するには生体膜を透過する必要がある。生体膜の構造は流動モザイクモデルにより説明される。すなわち、このモデルでは脂質の極性の頭部が外側（水層側）に位置し、疎水性の脂肪酸同士が向かい合う形で二重膜を形成している。そして二重膜の中に種々の機能をもつ蛋白質が存在するという構造である。薬物が生体膜を透過する機構は、輸送を推進する力（駆動力）の有無によって、大きく受動輸送と能動輸送に分けられる。受動輸送にはトランスポーターを介する促進拡散とトランスポーターを介さない単純拡散が知られている。また能動輸送も一次性能動輸送と二次性能動輸送が知られている。また蛋白質や多糖など高分子を輸送する機構では生体膜が形態変化を起こしながら物質を輸送する膜動輸送があり、細胞外から細胞内へとりこむ場合をエンドサイトーシス、細胞内から細胞外へ輸送する場合はエキソサイトーシスとよぶ。
傍細胞経路
吸収促進薬を用いることで傍細胞経路を制御することで高分子医薬品を経腸投与できるようなる可能性がある。

### 投与経路
薬物は目的により様々な経路から投与される。投与経路(route of administration)により吸収速度や分解の有無などが異なる。投与経路は大きく分けて経口投与と非経口投与に分けられる。また薬物が全身に作用することを目的とする場合は全身投与 (systemic administration) といい、限局された部位のみに作用することを目的とする場合、局所投与 (local administraton) という。

#### 経口投与 (oral administration、per os、p.o)
経口投与は最も基本的な薬物の投与経路である。多くの薬物は胃腸管粘膜からの吸収を目的にして口から摂取される。経口投与の利点は安全、簡便かつ経済的であること。用量、剤形を比較的自由に選択できること、繰り返し投与が容易にできることがあげられる。患者の協力がなければ投与できないこと、意識障害、嘔気、嘔吐がある時は使用できないこと、投与した薬物が消化酵素によって分解されることがあること、吸収された後、門脈系を通り肝臓で分解される（初回通過代謝）こと、消化管内pHの変化により吸収が変わることがある。薬物の血漿濃度が高まるまで潜時があるといった点が逆に制限となる。

##### 消化管からの吸収
経口投与の薬物の吸収に関係する消化管の部位は主に胃、小腸、大腸である。なかでも通常の低分子化合物の医薬品を経口投与した場合は薬物の大半は小腸上部から吸収される。経口投与される多くの低分子化合物が弱電解質であり水溶液の状態では非イオン形とイオン形が一定の割合で存在する。非イオン形は一般にイオン形に比べ脂溶性が高いため生体膜を通過しやすい。脂溶性薬物が受動拡散によって吸収される場合、その吸収の程度は吸収がおこわなれる部位の面積（消化管の内壁面積）、運動性（薬剤滞留性の大小）、血液量（吸収後の濃度勾配）またはその部位に残留する薬物濃度などの要因によって規定される。
小腸上部
小腸には輪状のひだの表面に絨毛と呼ばれる無数の小突起が存在する。絨毛の中には毛細血管やリンパ管が数多くあり、またその外側には単層の上皮が存在する。上皮細胞の表面にはさらに微絨毛と呼ばれる小さな突起があり刷子縁膜と呼ばれている。このような構造から小腸内腔の表面積は著しく広くなっており、小腸を単なる円筒と考えた場合に比べ、微絨毛構造がある場合では約600倍にも達する。さらに小腸上部には各種トランスポーターも多く存在する。これらのことは小腸上部からの薬物吸収が有利である理由とだと考えられている。
胃
胃は小腸のような絨毛構造がないため、表面積は大きくなく、吸収に有利な部位ではない。しかし胃内のpHは1～3であるため酸性薬物はある程度吸収される。
小腸下部、大腸
小腸下部や大腸では、薬物は小腸上部で吸収されている場合が多く、実際の吸収は少なくなる。また大腸では小腸のような絨毛構造を持たず、総表面積は小さい。しかし小腸下部や大腸は小腸上部よりもpHが高く、塩基性薬物はこれらの部位でもかなり吸収される。

##### 消化管における吸収に影響を与える因子
消化管における薬物の吸収に影響を与える因子には生理的な要因と薬物の物理化学的な要因が知られている。

###### 薬物の物理化学的な性質
薬物の物理化学的性質は、薬物の吸収に大きな影響を与える。薬物の脂溶性やpKaの他、薬物の分子量や水素結合能、薬物の表面構造なども薬物の溶解性や膜透過性に影響し、薬物の消化管からの吸収のしやすさを規定する。また薬物の結晶径や結晶多型などが吸収に影響を及ぼす。物理化学的な特性で最も重要なのは溶解性と膜透過性である。薬物の溶解性と膜透過性のそれぞれの高低について4つにクラスに分類するbiopharmaceutics classification system (BCS) が提唱されている。BCSにおいてclass1の薬物は溶解性と膜透過性がいずれも高く最もよい吸収性を示すと考えられている。一方class4に分類される薬物はトランスポーターの基質にならない限り経口投与後の吸収性が最も悪く経口製剤としての開発は困難である。
Class 1
Class 1に属する薬物は高い溶解性と高い膜透過性を示す。良好な経口吸収性が期待でき、個体間の吸収のばらつきが小さい。
Class 2
Class 2に属する薬物は低い溶解性と高い膜透過性を示す。薬物の溶解過程が吸収の律速となる。投与量と吸収率は比例せず、食後投与で吸収率が増加する場合がある。
Class 3
Class 3に属する薬物は高い溶解性と低い膜透過性を示す。吸収部位での滞留時間が吸収性に影響する。またトランスポーターの寄与の割合が大きい場合がある。食後投与で吸収率が低下する場合がある。
Class 4
Class 4に属する薬物は低い溶解性と低い膜透過性を示す。経口製剤として開発するのは困難であり、投与量を増やしても血中濃度が上がらない。吸収性の個体内・個体間変動が大きい。

###### 生理的要因
胃内pHや胃内容排出速度や小腸滞留時間、食事や嗜好品は経口製剤の吸収に影響を与える。
胃内pH
胃内pHの変動は薬物の溶解度や溶解速度に影響を及ぼし、消化管からの吸収を変動させる場合がある。胃内pHは食事や併用薬物により変動することが知られており、食事摂取後の胃内pHは空腹時のpH1～3から一時的におよそ5程度まで上昇する。胃酸分泌を抑制させる薬物（抗コリン薬、H2受容体拮抗薬、プロトンポンプ阻害薬）などの併用は胃内pHを上昇させ、吸収に影響を及ぼす場合がある。加齢によっても胃内pHは上昇することが知られており、50歳以上の半数以上は胃内pHが3以上の無酸症あるいは低酸症状態にあるとされている。
胃内容排出速度と小腸滞留時間
経口投与された薬物は胃内でいったん滞留し、主な吸収部位である小腸上部に移動するので胃から小腸への移動時間は吸収に影響を与える。この胃から小腸への移動速度を胃内容排出速度（gastric emptying rate、GER）という。GERは個人差が大きい上に、様々な要因により大きく変動する。体格や体位（右側臥位でGERは上昇する）、妊娠（GERが低下）、精神緊張（GER上昇）などが影響する。多くの薬物（抗コリン薬、麻薬性鎮痛薬、フェノチアジン系向精神薬、β遮断薬）は胃の排出を抑制し、GERを低下させる。一方、制吐薬のメトクロプラミドはGERを上昇させる。小腸に移行した薬物は小腸の蠕動運動により小腸下部へ移動する。そのため小腸に滞留する時間にも限りがあり、主な吸収部位が小腸である薬物では吸収に有効な時間は2-4時間である。また消化管の蠕動運動に影響を与える因子は、薬物の小腸滞留時間を変動させ吸収に影響する可能性がある。
食事や嗜好品
多くの治療薬は消化管への刺激の低減や飲み忘れの防止などの観点から、食後に投与されることが多い。食事が吸収に及ぼす影響は一様ではなく、ほとんど影響を及ぼさない場合から、吸収の遅れや低下が生じたり、反対に吸収が上がったりする場合もある。薬物療法を行う上では個々の薬物に応じた考察が必要である。食事は一般にGERを遅らせ、多くの薬物で吸収がゆっくりになる。高澱粉食、高脂肪食、高蛋白食は一般にGERを遅くする。高浸透圧はGERを遅らせることから、濃厚なシロップなどの投与によりGERが著しく遅くなり、吸収が遅くなる場合がある。少量のアルコールはGERを促進するが大量のアルコールはGERを遅くすることが知られている。テトラサイクリンやビスホスホネートのように食事成分と直接、相互作用を起こし吸収が阻害される薬物がある。一方で脂溶性の著しく高い薬物（例えばシクロスポリン）では食後に投与すると、食事中や食後に分泌される脂質や胆汁中の胆汁酸により溶解度があがり吸収が増大する薬物がある。トランスポーターにより吸収される薬物では、食事中の成分とトランスポーターを競合し吸収の低下を起こすことがある。経口ペニシリンやセファロスポリンなどは食事中の蛋白質とPEPT1を競合し、吸収が低下することが知られている。

#### 非経口投与 (parenteral administration)
非経口投与には注射によるものとそれ以外のものに分けられる。注射によるものには静脈内注射、筋肉内注射、皮下注射、皮内注射、動脈内注射、心臓内注射、腹腔内注射、くも膜下腔内注射などが知られている。注射による投与が必要となるのは以下の5つの状況である。まずは薬物が経口投与では分解され活性がなくなる場合、消化管の閉塞、嘔吐などのため経口投与ができない場合、緊急時に血中の薬物濃度を急速に高める必要がある場合、輸液や輸血を行う場合、局所的に薬物を投与する場合（局所麻酔薬のくも膜下腔投与や関節内投与など）が注射の必要な状況である。その他の非経口投与には直腸内投与や舌下投与、鼻粘膜投与、経皮投与、吸入、局所塗布などがある。注射による非経口投与の特徴は薬理作用部位へ迅速に送達され、高いバイオアベイラビリティを示すこと、初回通過効果を回避し、消化管環境の影響を受けない点が長所である。短所としては投与が不可逆であること、手技に熟練した術者が必要とされ、感染や疼痛のリスクがある点があげられる。臨床医学でよく用いられる投与方法は静脈内注射、筋肉内注射、皮下注射である。

##### 注射
静脈内注射 (intravenous injection、i.v.)
静脈内注射は投与した薬物が直ちに循環に入り、急速に血漿濃度を高めることができる投与法である。バイオアベイラビリティは1.0となる。輸血や輸液には不可欠の経路である。また筋肉内注射や皮下注射と比べると大量の薬物投与が可能である。短所としては急速に血漿濃度が高まるため望ましくない作用も急激に起こりうること、塞栓、出血、感染などの危険を伴うことがあげられる。
筋肉内注射 (intramuscular injection、i.m.)
静脈内注射よりも血漿濃度の上昇は緩やかで皮下注射よりは急になる。すなわち、静脈内注射と皮下注射の中間的な速度で効果が発現する。また油性や懸濁性の薬物が投与可能である。短所としては神経の損傷、筋拘縮、血腫、感染などの危険が伴うことである。クレアチンキナーゼなど血液検査に影響を及ぼすこともある。
皮下注射 (subcutaneous injection、s.c.)
血漿濃度の上昇は筋肉注射よりも遅い。緩徐な効果発現を特徴とする投与方法である。油性や懸濁性の薬物が投与可能である。短所としては少量の薬物投与しかできない点があげられる。
くも膜下腔内注射 (intrathecal injection、i.t.またはsubarachnoid injection)
くも膜下腔内に薬が移行しにくいので、局所的に薬物を投与する目的でくも膜下腔内投与が行われる。血液脳関門をバイパスし神経細胞に作用できる点が特徴である。局所麻酔薬を用いた脊椎麻酔（脊髄くも膜下麻酔）や白血病におけるメソトレキセートなど抗がん剤投与、脊髄性筋萎縮症におけるヌシネルセンの投与などで用いられる。
皮内注射 (intradermal injection、i.d.)
皮内注射はツベルクリン反応検査や局所麻酔薬投与など限定的な場合に用いられる。
動脈内注射 (intra arterial injection、i.a.)
血管造影などの場合や局所灌流の場合に用いられる。薬物の全身投与には用いない。
腹腔内注射 (intraperitoneal injection、i.p.)
実験動物に薬物を投与する場合に比較的多く用いられる経路である。臨床医学ではほとんど用いられない。腹膜灌流も広い意味ではこれにあたる。

##### その他
直腸内投与 (rectal administration)
直腸内投与は意識障害や嘔吐があっても投与可能な投与方法である。直腸下部からの吸収は門脈系を介さず下大静脈を介して薬物が循環に入る点が経口投与とはことなる。肝臓を経由せずに全身血流に薬物が吸収されるので血中濃度の上昇が速く、初回通過効果を免れることができる。坐薬や注腸液を用いて比較的大量の薬物を高濃度で投与することができる。直腸内投与の欠点としては投与の刺激により排便により排出されてしまうことがあること、下痢を起こしている患者には使用できないこと。直腸から結腸部に薬剤が異動することがあり吸収や初回通過効果の影響が変動しやすいことがあげられる。
舌下投与 (sublingual administration)
口腔粘膜からの急速な吸収を目的として投与する。舌下錠、バッカル剤、スプレー剤が知られている。門脈系を介さず上大静脈から循環に入り、吸収が比較的速く、初回通過効果を免れる。食物による吸収の影響がない。
鼻粘膜投与 (nasal administration)
かつては局所作用を期待した投与方法であるが全身作用を目的とする投与部位として注目されている。消化酵素により分解される薬物の全身投与を目的として一部のペプチドホルモンなどが投与される。
経皮投与 (percutaneous administration)
薬物を含む軟膏を皮膚に貼付することによって、緩やかに薬物を吸収させ、作用時間を長くすることができる。ホルモン製剤や鎮痛薬の投与に用いられる。皮膚は外表面から表皮、真皮、皮下組織に分けられる。表皮の最も外側の角質層はケラチンのマトリックスと脂質によって満たされた死細胞からできており物質の透過性が極めて低い。そのため皮膚は薬物の全身投与には不向きとされていたが、十分に高い脂溶性をもつ一部の薬物では皮膚を介した受動拡散で皮膚から吸収される。初回通過効果を受けずに持続的な薬物投与が可能であり、かつ安全で簡便な投与が可能であるという利点を有する。
吸入 (inhalation)
気体、揮発性の薬物の投与に用いられる。吸入麻酔薬が代表例である。吸収は早い。
局所塗布 (topical application)
薬物が接触面に直接作用することを目的として、皮膚または粘膜の表面に塗布して投与することをいう。この場合でも投与面積が広かったり、投与量が多ければ薬物が循環血液に入り全身作用を示す。

## 分布
薬物が血管内に投与された場合、あるいは血管外に投与された場合は吸収の過程を経て、いずれの場合でも薬物は全身循環に入る。そして全身循環血中から、薬物は血管外に出て細胞外液である組織間液や細胞内液に移行する。分布(distribution)とは薬物がある部位からある部位へと移行することを言うが、一般に薬物動態では循環血中から体内の各組織への移行の過程をさす。薬物の作用は、標的組織（薬効を発揮する組織）での濃度に依存するので、組織への分布量は薬効を規定することになる。すなわち、血液中の薬物濃度がいくら高くても、実際に組織へ分布した量が少ないと薬理作用は小さくなる。一方、標的組織以外の組織への分布は有害作用を生じる要因となる。作用部位である標的組織に選択的に分布し、それ以外の組織には全く分布しない薬物があれば理想的であるが、今のところそのようなものは知られていない。薬物送達システム（drug delivery system、DDS）におけるターゲティングは分布の性質の向上を目的としたものである。
薬物の分布に大きく影響する因子の1つは血漿蛋白質への結合である。その他の薬物の分布を規定する因子には薬物の物理化学的特性、蓄積、組織血流量、毛細血管の特性、ならびに特殊輸送機構の存在などがあげられる。

### 指標

#### 分布容積
投与された薬物は全身循環によって各組織に運ばれて組織内に移行する。ここで体内にどれだけの薬物が存在するかを知りたい場合、体内薬物量を実測することは難しいので通常は血漿中の薬物濃度を指標に推定することになる。そこで体内の薬物量と血漿中薬物濃度を関係づける定数として分布容積(volume of distribution)を考える。分布容積は容量(L)の単位を持ち、薬物が血漿中濃度と同じ濃度で均等に溶解していると仮定した時に薬物が分布できる体液の容量とみなすことができる。したがって分布容積は物理的な容積ではなく、血漿中濃度から想定された定数であり生理的容積と必ずしも一致しない。健康な成人（体重60-70kg）の血漿量はおよそ3L(0.05L/kg体重)、総細胞外液量は12L(0.2L/kg体重)、全体液量は約36L(0.6L/kg体重)である。血管外にほとんど分布しない薬物では薬理物は血管内にのみ分布し、その分布容積は血漿の容積にほとんど等しくなる。一方、分布した組織内の高分子に高い割合で結合するような薬物の場合、薬物が分布している体液量は同じであっても、組織内の薬物濃度は高くなりその反対に血漿中濃度は低下するため、分布容積は全体液容量よりも大きな値をとる。
分布容積が血漿容量（約3L）になるとき
血漿蛋白結合の高い低分子化合物か分子量の大きな水溶性薬物などで血管壁を通過できない薬物と考えられる。エバンスブルー、インドシアニングリーン、ヘパリン(0.058L/kg)、デノスマブ(0.042L/kg)が該当する。
分布容積が総細胞外液量（約12L）になるとき
親水性が高く血管から容易に組織に移行するが組織の細胞内へは移行しない薬物や血漿蛋白の結合が強く組織中の結合がわずかである薬物と考えられる。ゲンタマイシン(0.25L/kg)、アミカシン(0.3L/kg)、バルプロ酸(0.13L/kg)、ワルファリン(0.11L/kg)が該当する。
分布容積が全体液量（約36L）になるとき
血液中でも組織中でもほとんど高分子と結合しない薬物や血漿蛋白への結合は強く、組織中の結合がわずかの薬物であると考えられる。アルコール(0.54L/kg)、イソプロピルアンチピリン(0.57L/kg)、クリンダマイシン(0.67L/kg)が該当する。
分布容積が全体液量を超えるとき
組織内での結合率が血漿中の結合率よりも高く、組織中に蓄積される薬物と考えられる。モルヒネ(3.3L/kg)、プロプラノロール(3.9L/kg)、ジゴキシン(8.4L/kg)、アジスロマイシン(30L/kg)、アミオダロン(66L/kg)が該当する。

#### 薬物分布の速度とコンパートメント
ほとんどの薬物は循環血中（血管コンパートメント）から体内の他のコンパートメント（血管外コンパートメント）に分布する。薬物を静脈内注射した場合、薬物は血管から他の組織に分布するのに伴って、血漿中薬物濃度は急激に低下する。この投与後から臓器や組織への分布が完了するまでを分布相（α相）と呼ぶ。この急速な薬物濃度低下に引き続き、ゆるやかな濃度の低下が観察される。これを消失相（β相）といい、ここでは薬物の体内からの消失と血漿中濃度の低下に伴いいったん組織に分布した薬物が血液に戻り体内に拡散する。

### 分布に影響を及ぼす要因

#### 血漿蛋白質結合
血管内に入った薬物が毛細血管から血管外へ移行する場合、内皮細胞を通過するか、血管内皮の膜小孔を通過するかの経路が考えられる。血管内皮の細胞間隔がかなり大きいことから分子量が1,000を超える薬物でなければ水溶性の高い薬物であってもほとんどの組織に分布できる。しかし多くの薬物は蛋白質と結合して、血漿中を循環している。この場合、蛋白質と結合した薬物は血管外に分布できないため、組織へ移行できるのは蛋白質と結合していない薬物である。蛋白質と結合している薬物を結合型、結合していない薬物を非結合型（あるいは遊離型）といい、それらの割合を蛋白結合率（protein binding ratio）と呼ぶ。そして薬理作用を発揮するのは蛋白質と結合していない非結合型の薬物である。そのことから、薬物療法を考えるうえで、蛋白結合は1つの主要な因子である。アルブミンは血漿中に最も多く存在する蛋白質で、ほとんどの場合、薬物は血漿中でアルブミンと結合すると考えられている。その結合は水素結合、ファンデルワールス力による結合、イオン結合などが関与すると考えられ、一般的には可逆的である。また塩基性薬物ではα1酸性糖蛋白質とも結合する。
非結合型の薬物が生体内変化を受け、排泄されると結合型のものから遊離して出てくるように結合型と非結合型は動的平衡であり、結合型は薬物の貯蔵庫としての役割を担う。結合型は腎糸球体でも濾過されにくい。
理論的には血漿タンパク質に結合する2つ以上の薬物の同時投与は非結合型薬物の予想以上の血中濃度につながる可能性がある。しかし非結合型薬物が増えると排泄される薬物も増えることから臨床的に意味のある相互作用を実証することは困難である。

#### 組織血流量
組織血流量の違いは分布速度に影響を及ぼす場合がある。血流の多い臓器である腎臓、肝臓や肺などへの薬物への分布は速く、一方、皮膚や脂肪固有組織などの血流の少ない分布はゆっくりである。

#### 蓄積
薬物の器官および組織への分布は必ずしも一様ではない。特殊な器官または組織へ蓄積する場合がある。例えばある器官が薬物に対して親和性が高かったり能動輸送の機序が存在する場合には、その器官に薬物が選択的に分布する。例えば、ヨードは能動輸送により甲状腺に蓄積する。また脂溶性の薬は脂肪組織に選択的に取り込まれるため脂肪組織への蓄積は血漿蛋白質結合と並んで薬物の貯蔵庫の役割を果たす。静脈麻酔薬のチオペンタールは中枢神経に急速に移行し、薬理作用を現すが、同時に脂肪組織に取り込まれ血中濃度は急速に下がる。反復して適用すると脂肪組織への蓄積が大きくなり、脂肪組織より遊離した薬物が作用するようになる。このような現象を薬物の再分布 (redistribution) という。

#### 薬物の物理化学的性質
薬物の物理化学的特性（分子量、脂溶性、荷電、状況）も薬物の分布に影響する。一般に分子サイズの大きな薬物の分布は制限されるが通常の組織では毛細血管の血管内皮細胞は非常に大きい細胞間隔を持っているため、分子量が1,000以下の薬物であれば、極性が高く水溶性のものでもかなり組織へ移行する。末梢の毛細血管を通過した薬物は水溶性の薬物では組織の細胞間液に分布し、脂溶性の薬物では細胞膜を透過し細胞内液にまで分布する。そのため薬物の脂溶性は分布に影響する。さらに組織内で薬物は、受容体などの特異的なあるいは非特異的な生体高分子に結合するため組織内での結合率も薬物の分布に影響する。蛋白質医薬品や核酸医薬品など高分子医薬品は体内分布では低分子薬物とは異なるいくつかの問題が存在する。高分子医薬品においても循環血中から組織（特に標的となる組織）への分布は薬効を得るために重要である。しかし高分子医薬品では組織に分布するのみでは不十分で、その後の細胞内さらに標的となる細胞内組織（オルガネラ）に送達されなければならない。このために様々な薬物送達システムが研究されている。

#### トランスポーター
臓器への分布は多くの場合、受動的な膜透過性によるがトランスポーターの存在も薬物の分布に大きな影響を与える。例えばパーキンソン症候群の治療薬のL-DOPAの脳への移行はアミノ酸トランスポーターであるLAT1によっている。逆にシクロスポリンがその脂溶性の割に脳へ分布しにくいのはP糖蛋白質（MDR1遺伝子の産物）というトランスポーターにより通過した薬物が再びくみ出されているためであると考えられている。

### 特殊な組織への分布

#### 血液脳関門と血液脳脊髄液関門
脳への薬物移行には血液脳関門(blood-brain-barrier; BBB)と血液脳脊髄液関門（blood-cerebrospinal fluid barrier、BCSFB）の2つの経路が知られている。BBBの表面積はBCSFBに比べて5,000倍も大きいことから薬物輸送経路としてはBBBの方が優れている。さらにBBBを構成する脳毛細血管は脳内を網目状に巡っていることからBBBを通過した薬物は脳神経細胞に到達しやすい。一方、BCSFBを構成する脈絡叢を通過した薬物は脳脊髄液中に移行したのち、CSFとともに静脈に移行する。標的部位の脳神経細胞へ到達するには静脈へ移行する前に細胞間液中を拡散する必要があるが、脳脊髄液中から遠い部位への移行は著しく制限を受ける。特に分子量の大きい蛋白質医薬品や核酸医薬品は拡散による移行はほとんど期待できない。

#### 血液胎盤関門と胎児移行
血液胎盤関門は血液脳関門のような厳しい関門性はない。

## 代謝
生体内に取り込まれた薬物はそのままの形で排泄されることもあるが、多くの場合は生体内変化 (biotransformation) を受ける。この過程を代謝 (metabolism) という。代謝は2段階で進むことが多い。第1相反応では酸化還元、加水分解、脱アミノ化、脱アルキル化などにより多くの薬物は不活化される。第2相反応はグルクロン酸抱合やグリシン抱合など抱合反応であり、これにより薬物代謝物の水溶性が増して排泄されやすくなる。薬物の生体内変化により活性のある薬物が不活性化されるだけではなく、不活性の薬物が活性化されたり、活性のある薬物が他の活性（あるいは毒性）のある薬物に変わるという3つのパターンがある。生体内変化を受けて活性をもつようになる薬物をプロドラッグ (prodrug) という。これらの生体内変化には主として肝臓にある薬物代謝酵素 (drug metabolizing enzyme) が重要な働きをしている。これらの酵素活性には種差があることがあり、生体内変化に関する動物実験の結果をそのままヒトに適応することを難しくしている。

### 第1相反応
第1相反応で特に重要なのは消化管上皮細胞および肝細胞の小胞体膜上に存在するシトクロムP450（cytochrome P450、CYP）である。この酵素はヘムタンパク質であり、波長450nmに最大吸光度をもつためにこのように命名されている。CYPはNADPH-cytochrome p450 oxidoreductaseと共同し、分子酵素とNADPH（reduced nicotinamide adenine dinucleotide phosphate）を基質として薬物の第1相反応を触媒する。CYPはヒトでは57種類のアイソザイム (isozyme) からなる遺伝子ファミリーを形成しておりCYP1、CYP2、CYP3が重要な働きをしている。CYPアイソザイムはそれぞれ一定の基質特異性があり、いくつかの薬物を基質とする。中でも発現量が多く基質の種類が多いのがCYP3A4である。CYP3A4はニフェジピン、ベラパミル、シクロスポロン、タクロリムス、アトルバスタチン、ミダゾラム、リスペリドンなどを基質とし、グレープフルーツジュースやクラリスロマイシン、ボリコナゾールやケトコナゾールが阻害薬である。CYP以外に第1相反応に関与する酵素はフラビン含有モノオキシダーゼ(FMO)やカルボキシエステラーゼ (CES)、アルコール代謝経路に関係する酵素、キサンチン酸化酵素 (XO)、モノアミンオキシダーゼ (MAO) などがあげられる。

### 第2相反応
第2相反応では抱合(conjugation)反応が主に肝臓で起こる。UDP-グルクロン酸転移酵素（UDPGT/UGT）や硫酸転移酵素(SULT)、グルタチオンS-転移酵素(GST)、N-アセチル転移酵素(NAT)、メチル転移酵素が関与する。

## 排泄
排泄（excretion）は腎臓、肝臓のほか肺、乳腺、唾液腺、汗腺などからも起こる。ほとんどの薬物や薬物代謝物は腎臓及び肝臓からの胆汁排泄で体内から排除される。

### 腎臓からの排泄
腎臓からの薬物の排泄は糸球体での濾過、尿細管からの分泌、尿細管での再吸収によって決まる。糸球体濾過（glomerular filtration）は糸球体毛細血管を介するが、濾過の障壁になるのは内皮細胞、基底膜、スリット膜、上皮細胞である。この透過性は通常の毛細血管と比べると極めて高い。透過機序は静水圧と膠質浸透圧の差によるいわゆる限外濾過であり、濾過量は溶質の大きさと荷電状態によって決まる。透過する物質の大きさは7～10nm程度で、分子量は約5,000のイヌリンは容易に透過するが、分子量約70,000のアルブミンは濾過が制限される。糸球体での薬物濾過は血漿蛋白質の結合度と糸球体濾過量によってきまる。多くの薬物はアルブミンとの結合率が高く、糸球体で濾過されるのは遊離の部分が主になる。近位尿細管では薬物は有機アニオン輸送系あるいは有機カチオン輸送系を介して尿中に尿細管分泌(tubular secretion)される。血漿から尿細管内腔までには尿細管の基底外側膜と管腔側膜の2枚の細胞膜を通過する必要があり、そこに発現するトランスポーター群が輸送を担っている。同一のトランスポーターにより輸送される薬物の分泌は相互に拮抗する。例えば有機アニオン輸送系はプロベネシドにより、有機カチオン輸送系はキニジンにより競合的に拮抗される。また脂溶性薬物は糸球体で濾過された後に尿細管再吸収 (tubular rebsorption) が起こる。

### 胆汁からの排泄
肝臓で代謝された薬物のあるものは胆汁として腸管に排出される。有機アニオンと有機カチオンの排泄を行うトランスポーターやABC輸送体が存在する。胆道から排出された薬物が腸管で再び吸収される場合がある。これを腸肝循環という。これにより薬物の排泄が遅延し半減期が延長する。

## 薬物速度論
薬物投与から一定時間後の薬物血中濃度を理論的に計算し、予測することを目的とした学問である。血中濃度の予測は臨床における薬物投与計画の作成や医薬品の研究開発などにおいて重要である。

## ドラッグデリバリーシステム
DDS（drug delivery system、ドラッグデリバリーシステム）とは薬物を作用部位へ選択的かつ望ましい薬物濃度-時間パターンのもと送達することを目的とした新しい投与システムである。DDSは放出の制御、吸収の制御、標的指向性の制御に分類できる。

### 放出の制御
薬物の放出制御はコントロールドリリースといわれ、製剤からの薬物の放出を制御することで必要なときに必要な量の薬物を供給するための技術である。この概念はA.Zaffaroniによって1968年米国で設立されたALZA社において開発された徐放制御製剤や経皮吸収型製剤に由来する。経口徐放化製剤、経皮吸収型製剤のほか、粘膜適用型放出制御製剤、注射型放出制御製剤などが知られている。

### 吸収の制御
経口投与された薬物が薬効を発揮するためには消化管から吸収され、消化管内や肝臓で代謝を受けずに循環血液中に移行することが必要となる。しかしながら薬物のなかには難吸収性の薬物や消化管や肝臓で速やかに代謝を受け分解される（初回通過効果）薬物も多い。薬物吸収を改善することを目的としたDDSとしては吸収促進薬、蛋白質分解酵素阻害薬といった添加物の利用、プロドラッグ化など薬剤の分子構造修飾、薬物の剤形修飾などがあげられる。なお薬物の分子修飾や剤形修飾は薬物の吸収だけではなく薬物の分布も変化する場合がある。

#### 添加物の利用
添加物の利用としては吸収促進薬や蛋白質分解酵素阻害剤が利用される。吸収促進薬は難吸収性薬物の吸収を改善するために消化管の粘膜透過性を一過性に上昇させる薬物である。界面活性剤、胆汁酸塩、キレート剤、脂肪酸、細胞膜透過ペプチド、キトサンオリゴマー、クローディンモジュレーターなどが開発されている。また消化管内で分解されやすいインスリンなどの生理活性ペプチドは各種消化酵素や蛋白質分解酵素により分解される不安定なものが多い。これらの吸収を促進するために蛋白質分解酵素阻害薬が有効である。

#### 薬物の分子修飾
薬物の分子修飾ではプロドラッグがもっとも知られている。プロドラッグは1958年にA.Albertによって提唱された概念である。作用が既知である親化合物の誘導体であり、それ自身の薬効はないか、あるいは親化合物に比べて低く、体内で酵素的あるいは化学的に親化合物に変換されるものと定義されている。プロドラッグは吸収性の改善、作用の持続化、標的組織への選択的移行性、毒性や副作用の軽減、水溶性の増加、安定性の向上、不味い味や臭いのマスキングなど様々な目的で使用される。

#### 薬物の剤形修飾
微粒子キャリアを用いて剤形修飾する場合がある。

### 標的指向性の制御
標的指向性はターゲティングとも言われる。19世紀末にドイツの細菌学者であるパウル・エールリヒが「魔法の弾丸」という概念を提唱した。この概念は薬物の標的指向性を高めることで選択毒性を生み出すものであり、標的は細菌など外来微生物であった。一般に生体内に投与された薬物のうち作用部位まで到達する割合はごくわずかである。そこで標的部位に指向する性質を薬物に与えて、標的部位に選択的に薬物を送達し薬理効果を発現させようという標的指向性が必要となる。

## 高分子医薬の薬物動態学

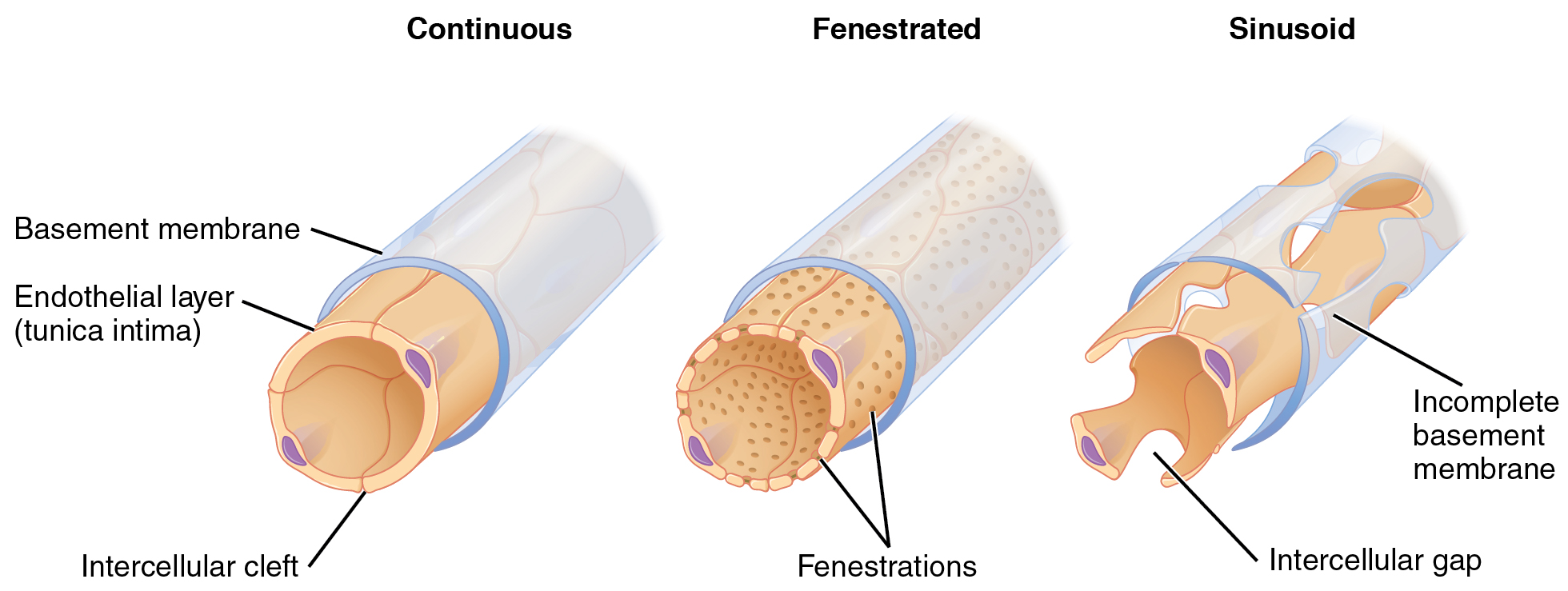
3種類の毛細血管を示す。連続型毛細血管が毛細血管でもっとも一般的なタイプであり筋組織、皮膚、結合組織、肺、外分泌腺、胸腺、神経組織などに存在する。連続性毛細血管では分子量1kDa以上の水溶性分子はほとんど透過しない。有窓性毛細血管は腎臓、腸管、脈絡叢、内分泌腺など組織と血液間での迅速な物質交換を必要とする臓器でみられる。孔の径は50-80nm程度である。非連続性毛細血管は肝臓、脾臓、一部の内分泌器官、骨髄などで見られる。非連続性毛細血管では径1μmを超えるものから、50nmほどの小さい孔まである。

高分子医薬品は従来の低分子医薬品と比較して体内動態を支配する要因が大きく異なっており吸収・分布・代謝・排泄など体内動態特性も極めて特徴的である。

### 吸収
消化管から吸収されないことも高分子医薬品の薬物動態学において重要な特徴である。一般的に高分子医薬品は分子サイズが大きく、極性を持つことから、脂溶性が高い低分子医薬品のように受動拡散によって生体膜を通過することはできない。一方、上皮細胞の経細胞輸送ルートとしてピノサイトーシスとよばれる細胞外液を小胞に取り込む際に、外液中の物質も同時に輸送する経路があるがその量は極めて少ない。さらに多くの蛋白質医薬品は消化管内で多様な消化酵素や蛋白分解酵素によって速やかに分解される。それゆえ、例えば天然型インスリンの場合、経口投与後のバイオアベイラビリティは0.1%以下である。大腸は胃や小腸と比べると酵素による蛋白分解酵素の活性が弱いとされており、大腸からは蛋白質医薬品の消化管吸収が動物実験レベルでは可能であるが実用レベルではない。パイエル板に存在するM細胞は極めて高い経細胞輸送能があるため、高分子医薬品のリンパ系を介した消化管吸収ルートとして注目されている。実用レベルでは高分子医薬品は経口投与不可能なため、2017年現在では静脈注射や皮下投与や筋肉内投与で高分子医薬品は投与される。皮下投与や筋肉内投与された高分子医薬品は、主に毛細血管への拡散とリンパ管系を介した輸送の両経路より血液中に移行すると考えられている。目安として16kDa以下の低分子量の場合は、主に皮下間質内を拡散により通過し、毛細血管に到達するのに対して、16kDa以上の高分子量の場合は皮下間質の細胞間隙を抜けて、基底膜がなく細胞間隙が大きなリンパ管系に入ると考えられている。リンパ液の流速が遅いこともあり、皮下・筋肉内に投与された高分子医薬品の吸収は緩徐で、半減期も比較的長いことが多く、単回静脈内投与するよりも持続的に高い血中濃度を維持することができる。皮下投与された高分子医薬品のバイオアベイラビリティは50～100%と高い。

### 分布
脂溶性の高い低分子医薬品の場合は血液から組織細胞へ容易に膜透過により移行でき、かつ組織内蛋白結合性も高いことから、分布容積は組織の実容積を上回るなど、比較的高値を示すことが多い。また、水溶性が高く容易に膜透過ができない薬物であっても、膜上に発現する一連の薬物トランスポーターの基質となる場合は臓器選択的な分布がみられることもある。しかし高分子医薬品の場合は細胞膜の拡散による透過やトランスポーターによる輸送はほぼ期待できず臓器への移行のメカニズムは大きく異なっている。まず、高分子医薬品の血液から組織の細胞外液スペースへの移行は臓器により著しく異なる。これは毛細血管の構造に由来すると考えられている。高分子医薬品の薬物動態学の最も重要な特徴は毛細血管の透過性の制限があるため、不均一な体内分布を示すことがあげられる。肝臓、脾臓や骨髄のような基底膜のない非連続性毛細血管をもつ臓器では分子量で100kDa位までの高分子は比較的容易に移行できる。一方、脳や筋肉や皮膚など連続型毛細血管をもつ臓器では分子量1kDa以上の水溶性分子はほとんど移行しない。その中間にあたる有窓性毛細血管をもつ小腸や腎臓では分子量が比較的大きいものでもゆっくりであるが移行する。有窓性毛細血管では径50～80nmの孔(pore)または窓(fenestration)があいている。
一方、一部の血液から細胞外液スペースへの移行ならびに細胞外液スペースから組織細胞内への移行には、複数の輸送経路が存在する。受容体介在性エンドサイトーシス（receptor-mediated endocytosis、RMT）は薬効標的となる細胞表面の受容体に高分子医薬品が選択的に結合、もしくはヘパラン硫酸プロテオグリカンのような基質選択性の低い膜蛋白質に非選択的に結合した複合体が細胞内に小胞として取り込まれる現象である。特に標的受容体を介した輸送は組織選択的な高分子医薬品の移行に寄与している。これは受容体を必要とすることから、高分子医薬品の濃度依存的な組織取り込みの飽和が観察される。一方、非選択的かつ非飽和の高分子医薬品の組織取り込み機構としてはマクロファージや単球、好中球の限られた種類の貪食能を有する細胞によるファゴサイトーシスや多くの細胞で見られるピノサイトーシスがあげられるが、その高分子医薬品の組織移行への寄与は量的にみて限定的である。したがって、高分子医薬品においては一部受容体介在性エンドサイトーシスによる組織選択的な移行はあるものの、静脈内投与後の全身レベルの分布容積は、ほぼ血漿容量もしくは血漿容量+細胞外スペースの容積程度であることが多い。

### クリアランス
代謝・排泄に関してクリアランスとしてまとめて述べる。低分子医薬品のクリアランスは主に代謝酵素による物質交換と薬物トランスポーターによって制御されるのに対し、高分子医薬品はこれらの基質とはならず全く異なった機構により体内より消失する。高分子医薬品の主なクリアランス機構としては、血漿中や組織表面に存在する分解酵素による代謝、エンドサイトーシスによる細胞内への取り込みとそれに続くリソソームへのソーティング・分解酵素による代謝、さらに腎臓による排泄が関与する。さらに抗体医薬品についてはnepnatal Fc受容体（FcRn）との細胞内結合を介した分解抑制・リサイクリング促進効果なども体内動態を考える上で考慮すべき要因となっている。

#### 血液中や組織表面の分解酵素による代謝
血液中には複数の可溶性のペプチド分解酵素が存在するとともに、肝臓や腎臓など複数の臓器にはアミノペプチダーゼやγ-グルタミルトランスフェラーゼ（γ-GT）のような膜結合型で細胞外に触媒部位を有する分解酵素が複数存在している。したがって、蛋白質医薬品の場合は、これらによる代謝が血中安定性・効果の持続に影響を与えうる。高分子蛋白質の場合は、分解酵素による代謝をうけ、速やかに生物活性を失うものは多くない。しかし低分子ペプチドにおいてはこれらの代謝が速やかな消失を支配している事例が知られている。速やかに消失する低分子量ペプチドとしてはアンジオテンシンやソマトスタチンが知られている。ソマトスタチンは14アミノ酸からなる環状ペプチドであるが分解酵素による代謝の影響で半減期はわずか数分である。ソマトスタチンの構造を8アミノ酸に短縮し、一部のアミノ酸をL-アミノ酸からD-アミノ酸に変換したオクトレオチドをつくったところ、ソマトスタチンの生理活性を維持しつつ、分解酵素の代謝を逃れ血中半減期を90分まで延長することに成功した。

#### 細胞内への高分子医薬品の取り込みと分解
高分子医薬品は血中速度が比較的速い臓器である肝臓や腎臓における代謝により体内から消失するケースが多くみられる。高分子医薬品の消失メカニズムとしては、上述した血中・組織表面の分解酵素による分解に加えて、細網内皮系に属するマクロファージや単球など異物の貪食能を有する細胞群による非特異的な取り込みや、高分子医薬品の薬効標的となる受容体介在性エンドサイトーシスによる内在化の後、受容体との複合体を形成した状態でリソソームへソーティングされる選択的な分解機構が関与している。たとえば、上皮成長因子（EGF）や肝細胞増殖因子（HGF）はともに肝臓に発現するそれぞれの受容体が薬効標的となるが、これらは同時にクリアランス受容体としても働き、リガンド-受容体複合体が内在化すると、一時的に細胞表面の受容体数が減少（ダウンレギュレーション）することにより次にきたリガンドのクリアランスが低下する現象もみられる。
また、細胞表面への吸着やヘパラン硫酸プロテオグリカンのような非選択的な細胞内取り込みを介した分解機構も存在する。これらは前者と比較すると飽和しにくいが、そのクリアランスの絶対値は小さいことが多い。したがって、リガンドが低濃度のときは、受容体介在性エンドサイトーシスが主な消失機構であるが、高濃度になるにつれて前者の飽和に伴い、後者のような非飽和性の消失機構がメインになることもありうることが示されている。後者の場合は肝取り込みは高分子医薬品の電荷にも影響され、正電荷を有するものは中性または負電荷をもつものに比べて血中からの消失がはやい。
100nm以上のサイズになると肝臓や肺などに存在する貪食細胞によって認識されやすくなる。核酸医薬は高分子としての体内動態を示すが、リン酸基に由来する負電荷が連続するポリアニオンであることから、ポリアニオンに対する取り込み活性が高い肝臓に速やかに取り込まれる傾向がある。

#### 腎臓からの排出
高分子化合物の尿中排出には代謝と異なり種差がほとんどないとされている。高分子医薬品の多くは、その分子量に従い、直接または代謝により低分子化された後尿中に排泄される。糸球体における高分子医薬品の濾過による除去効率は分子サイズ（サイズバリアー）と電荷（チャージバリアー）が密接に関係している。分子量が4kDa以下のもの、あるいは5nm未満のサイズは糸球体でほとんどが濾過されるに対して分子量が30kDaを超えると糸球体濾過率は著しく低下する。糸球体濾過率は分子量が大きくなるにつれて低下し、
同じサイズならば負電荷は濾過されにくい。サイトカインなどの比較的分子量の小さいタンパク質の場合には、腎糸球体濾過を受けることで速やかに消失することから血中滞留性の増大を目的に他の高分子で修飾された誘導体が開発されている。
糸球体濾過された比較的低分子量の蛋白質は大部分が近位尿細管において受容体介在性エンドサイトーシスもしくは吸着性エンドサイトーシス（adsorptive-mediated endocytosis、AMF）によって細胞内に内在化された後、リソソームなどで分解されアミノ酸となり、生体内で再利用されることが多い。例えばLDL受容体ファミリーにぞくするLRP2は尿細管管腔側に高発現しており、エンドサイトーシス受容体として蛋白質やペプチドを受容体介在性エンドサイトーシスにより取り込む。アミノグリコシド系抗菌薬やミオグロビンなどの尿細管への取り込み・蓄積と毒性の発現の原因となっている。

### 細胞内動態
高分子医薬品では細胞膜やオルガネラ膜も大きなバリアとなる。高分子医薬品の細胞への取り込み、エンドソーム脱出、オルガネラへの分布に関して述べる。

#### 細胞への取り込み
高分子医薬品の細胞への取り込みはエンドサイトーシスと呼ばれる細胞自身が有する高分子取り込み機構が利用される。エンドサイトーシスにはクラスリン経路、カベオラ経路、マクロピノサイトーシス、トランスサイトーシスなどが知られている。免疫細胞にはファゴサイトーシスと呼ばれるμmのサイズの粒子を取り込み機構があるが免疫細胞以外は行うことができない。
クラスリン経路
クラスリン経路はコレステロールの細胞内取込機構として知られている。コレステロールはLDL（低密度リポ蛋白質）という直径22nmの粒子としてLDL受容体を介したエンドサイトーシスにより細胞内に取り込まれる。細胞内在時に小胞がクラスリン分子によって包まれる。エンドサイトーシス小胞は選別の場である初期エンドソームに融合する。初期エンドソームの管状部分は小胞として出芽し、直接または回収エンドソームを介して積荷を細胞膜へ戻す。初期エンドソームは多胞体を経て後期エンドソームに成熟する。分解される膜タンパク質は腔内小胞に取り込まれる。リソソームに融合して消化が起きる。エンドソームの成熟の各段階はトランスゴルジ網とつながっており、新たに合成されたリソソーム蛋白質が供給される。
カベオラ経路
クラスリンを介さないで内在化するエンドサイトーシスとしてカベオラが知られている。カベオラはほとんどの細胞の細胞膜に存在し、深く陥入したフラスコ上の凹みである。カベオラは脂質ラフトから作られ、カベオリンという膜内在蛋白質が膜の湾曲を安定化している。カベオラは内在化すると初期エンドソームへ、あるいはトランスサイトーシスすることが知られている。
マクロピノサイトーシス
クラスリンを介さないエンドサイトーシス機構であり、ほぼすべての動物細胞でみられる。マクロピノサイトーシスは増殖因子やインテグリン、アポトーシスを起こした細胞の残骸や一部のウイルスなどの特異的リガンドなどによる細胞表面受容体の活性化に応じて誘導される。マクロピノサイトーシスは分解専用の経路で後期エンドソームやエンドリソソームと融合しリサイクルはしない。
トランスサイトーシス
極性を有する上皮細胞や内皮細胞はトランスサイトーシスという輸送経路が存在する。エンドサイトーシスされると識別エンドソームに行き、そこで振り分けが行われる。分解経路では後期エンドソームを経てリソソームと融合する。トランスサイトーシス経路では、回収エンドソームを経てトランスサイトーシスされる。

#### エンドソーム脱出
エンドサイトーシス後の細胞内輸送経路はリソソームとの融合、リサイクリング、トランスサイトーシスなどのネットワーク機構で制御されているが既定路線はリソソームとの融合である。したがってリソソームでの分解を回避するためにエンドソーム脱出は不可欠である。膜融合や膜破壊などのメカニズムが知られている。エンドソーム内の酸性環境応答し脱出する技術などが知られている。

#### オルガネラへの分布
核やミトコンドリアなどのオルガネラへ分布するためには膜の通過が必要である。特に核膜は分子量60,000以上または直径40nm以上の分子は受動拡散では核膜を通過できない。

### ドラッグデリバリーシステム
高分子医薬品のドラッグデリバリーシステムでは下記のようなものが知られている。

#### 吸収や分布の制御
高分子医薬品の吸収や分布を変更する方法論として吸収促進薬などの添加物を利用する方法、薬剤の分子構造修飾、薬剤の剤形修飾といった方法がある。

##### 吸収促進薬の利用
胆汁酸およびカプリン酸などの脂肪酸および脂肪酸誘導体が強力な吸収促進作用を有することは1980年代からひろく知られている。臨床応用としてアンピシリンおよびセフチゾキシムの小児用坐薬にカプリン酸ナトリウムが用いられた例がある。これは唯一の吸収促進薬の臨床応用である。吸収促進効果が強い吸収促進薬は粘膜障害が強い傾向があり開発が困難であった。吸収促進薬の作用機序はタイトジャンクションの開口作用あるいは吸収細胞膜の脂質2分子膜の撹乱作用が提唱されるが未だに定説には至っていない。細胞膜透過ペプチドやタイトジャンクションモジュレーターなど新しいタイプの吸収促進薬も開発されている。吸収促進薬は従来、消化管吸収経路に用いられてきたが近年は経鼻、経肺、口腔、直腸、経皮など各種粘膜吸収経路のほか、血液脳関門の通過技術としても利用される。

##### 薬剤の分子構造修飾
吸収促進薬を利用する場合は対象薬物以外の非特異的な物質が通過するため副作用が懸念される。そのため薬物の分子構造自体に何らかの修飾基によって化学修飾することがある。この方法は実用例も多くアンピシリンのプロドラッグであるピバンピシリンやタランピシリンなどが知られている。よく用いられる化学修飾は脂肪酸修飾、糖修飾、胆汁酸修飾、ジペプチド化、トランスフェリンによる修飾、細胞膜透過ペプチドなど塩基性アミノ酸による修飾がある。糖修飾ではグルコーストランスポーター、胆汁酸では胆汁酸トランスポーター、ジペプチド化ではペプチドトランスポーター1を利用しトランスサイトーシスの機序で吸収を促進すると考えられている。

##### 薬物の剤形修飾
微粒子キャリアを用いて剤形修飾する場合がある。

#### 標的指向性の制御
薬物に生体内で標的部位に指向する性質を与えることを標的指向性の制御あるいはターゲティングという。生体機能を積極的に利用する試みを能動的ターゲティング(active targeting)といい、生体内の非特異的な物質輸送の特性を受身的に利用する場合は受動的ターゲティング(passive targeting)という。ターゲティングには特定の物質とのコンジェゲートする場合と微粒子キャリアを用いる場合がある。

##### 特定の物質とのコンジェゲート
抗体、リガンド、細胞膜透過ペプチドあるいはポリエチレングリコール (PEG) や糖鎖などを結合してターゲティングを行うことができる。
糖修飾
ガラクトースあるいはマンノースを有する高分子・微粒子がそれぞれ肝細胞に発現するアシアロ糖タンパク質レセプター、クッパー細胞および類洞内皮細胞に発現するマンノースレセプターを介して特異的に取り込まれる現象を利用してこれらの細胞に薬物ターゲティングが可能である。
PEG化
ポリエチレングリコール(PEG)で化学修飾することをPEG化 (PEGylation) という。インターフェロンα、アスパラギナーゼ、顆粒球コロニー刺激因子などで肝臓、腎臓の代謝・排出を抑制し、生体内半減期を大幅に延長した。
膜透過ペプチド
膜透過ペプチド（cell penetrating peptide、CPP）は細胞内に導入したい高分子と結合させることで高分子を細胞内に導入させる機能のあるペプチドのベクターである。代表的な膜透過性ペプチドベクターとしてはHIVのTatタンパク質のアミノ酸配列48-60位に対応するペプチド配列（Tatペプチド）やオリゴアルギニンなどの塩基性アミノ酸に富むもの、Drosophiaのantennapediaタンパク質由来ペプチド（penetratin）などの塩基性部分と疎水性部分を有する両親媒性ペプチド、神経ペプチドgalaninとハチ毒mastroparanのキメラペプチドであるtransportan、あるいはその短縮形であるTP10など、疎水性配列に若干の塩基性配列を含むペプチドなどがあげられる。特にTatペプチド、オリゴアルギニン、penetratinがよく用いられる。Tatペプチド、オリゴアルギニンではアルギニンのグアニジノ基が膜透過の本質を担っていると知られている。そのためグアニジノ基を有するβ-ペプチド、ペプトイド、カルバメートなど天然アミノ酸以外のポリマー、直鎖構造を持たないデンドリマー型分子や糖鎖の誘導体など新しいベクターも開発されている。Tatペプチド、オリゴアルギニンを含む高分子の細胞内の取り込みにはクラスリンエンドサイトーシスに加えマクロピノサイトーシスが関与することが知られている。Tatペプチド、オリゴアルギニンが正に帯電しており細胞表面のプロテオグリカン（負に帯電）と相互作用によりマクロピノサイトーシスが促進すると考えられている。
抗体薬物複合体
抗体は高い抗原特異性を有することから、これに他の化合物を結合することで抗原を発現する細胞への特異的ターゲティングが可能である。例えば抗CD20マウスモノクローナル抗体に放射性同位体を結合すれば、CD20陽性細胞の近傍に放射性同位体をターゲティングしてβ線やγ線でCD20陽性細胞を傷害することができる。このような医薬品の代表例がゼヴァリンである。またカドサイラは乳癌の治療薬であるが抗HER2ヒト化モノクローナル抗体であるトラスツズマブにチューブリン重合阻害薬のDM1を結合している。またゲムツズマブオゾガマイシンは急性骨髄性白血病細胞に高発現するCD33に対する抗体と、強力な殺細胞効果をもつ抗がん剤のカリケアミシンを結合させたものである。

##### 微粒子キャリア
微粒子キャリアには脂質ナノ粒子（lipid nanoparticle、LNP）と高分子マトリクス微粒子がある。LNPにはリポソーム、リピッドマイクロスウェア、高分子ミセルが知られている。
リポソーム
1964年にBanghamはレシチン（卵黄ホスファジルコリン）の懸濁液を電子顕微鏡で観察し、ラメラ構造の二分子膜からなる小胞の形成を見出した。後にその小胞はリポソームと呼ばれるようになった。脂質分子は極性基と疎水性基からなる両親媒性物質で、水中では安定な二重膜構造をとりリポソームを形成する。リポソームは脂溶性薬物を膜内の疎水性部分に、水溶性薬物を内水相に包含できるためDDSキャリアとして有用である。リポソームは小さな一枚膜リポソーム(SUV)、大きな一枚膜リポソーム(LUV)、巨大な一枚膜リポソーム(GUV)多重層リポソーム(MLV)が知られている。調整法や調整に用いる脂質を選択することで粒子径、表面荷電、硬さなどを調節することができ、安定性や臓器への分布を制御することができる。リポソームの改善法としてステルス化（PEGリポゾーム）、トランスフェリンや糖鎖の修飾などが知られている。リポソーム製剤としては抗真菌薬のアムビゾーム（リポソームアムホテリシンB）やカポジ肉腫治療薬のドキシルなどが知られている。アムホテリシンBをデオキシコール酸で懸濁させた注射薬のファンギゾンが、深在性真菌症治療薬として使用されてきたが副作用のため十分な投与量、投与期間が確保できなかった。アムビゾームはアムホテリシンBとコレステロール複合体がリポソーム膜に組み込まれた構造をしており、その平均粒子径が100nmと小さいため網内系細胞に取り込まれにくい。血中でリポソーム構造を維持したまま安定に存在し、正常組織においては血管から漏出しにくいのに対して、感染部位においては血管透過性の亢進によりリポソームが漏出し存在する真菌に特異的に作用し抗真菌活性を示す。2017年現在はがんのターゲティングに好適な100nm程度の粒径ならばリポソームでも作成することができるがそれよりも小さな粒径の場合は高分子ミセルでなければ作成することができない。
リピッドマイクロスフェア
高カロリー輸液に用いられる脂肪乳剤は精製大豆油を高度精製卵黄レシチンで乳化した脂肪微粒子（Lipid microsphere、リピッドマイクロスフェア）から成り立っている。脂肪乳剤は臨床においてはイントラリポス、イントラファット等の名で使用され、安全性や安定性は十分に確立されている。脂肪性の薬物をこの脂肪微粒子に溶解させ、これをキャリアとして薬物の安定化や病巣へのターゲティングを狙ったものをリポ剤とよぶ。リポ剤の例としては関節リウマチ治療薬のデキサメサゾンパルミコート（リメタゾン）、NSAIDsのフルルビプロフェンアキセチル（ロピオン、リップフェン）、慢性動脈閉塞症の治療薬のアルプロスタジル（パルクス、リプル）、静脈麻酔薬のプロポフォール（ディプリバン）などが知られている。
高分子ミセル
高分子ミセルは高分子から成るミセル構造のことである。高分子ミセルを薬物キャリアとしての研究は1980年代に始まったものでリポゾームなどの他のキャリアに比べると新しい部類になる。代表的な構成は親水性の鎖（A鎖）と疎水性の鎖（B鎖）からなるブロックコポリマーが、B鎖の部分を内核として数十~数百個の高分子が会合して形成する構造で内核に疎水性の薬物を内包する。B鎖としては疎水性鎖以外にも、鎖間に相互作用を生じる種類の高分子を用いることも可能である。例えば、イオン相互作用を生じる荷電性高分子鎖である。水溶性のA鎖としてはポリエチレングリコール（PEG）が用いられることが多い。最も標準的な構造は疎水性の低分子薬物を内包する球状ミセルである。リポソームでは水相に親水性の低分子薬物を内包することができるが標準的な高分子ミセルでは親水性薬物の封入が困難であるなど高分子ミセルとリポソームではいくつかの違いがある。高分子ミセルは疎水性薬物に対して大きな内包量をもつこと、10~100nmの小さな粒径が得られること、薬物放出速度の広い範囲での制御が可能なことなどはリポソームと比べて遊離な点である。しかし親水性薬物の封入が困難なこと、薬物封入法が未発達なこと、比較的に高度な高分子設計・合成が必要なことなどはリポソームより不利な点である。
核酸医薬など親水性の高分子はPICミセルなど特殊なミセルを用いる。天然高分子と異なり化学合成した高分子には分子量にばらつきがあり分子量分布があるという。分子量は平均分子量で表現される。

### 特殊な分布

#### EPR効果
固形がん組織では正常組織と比べて新生血管の増生と血管壁の著しい透過性の亢進があることから数十nmサイズのキャリアが固形がん組織に集積しやすいことが知られEPR効果（enhanced permeation and retention effect）といわれる。

#### 抗体医薬品の体内動態
抗体医薬品は高分子医薬品のなかでもとりわけ血中半減期が長いことが特長としてあげられる。この主要因として内在性のIgGの分解抑制に機能するFcRn（neonatal Fc receptor）を介したリサイクリング促進機構の存在があげられる。もともとFcRnは新生児の小腸に大量に発現し、母乳中のIgGのFc領域と結合してエンドサイトーシスによりIgGを効率よく体内に取り込む機能を果たすことが知られていた。その後FcRnが新生児の小腸に限らず、成人の多くの組織にも発現していることが示された。またFcRnがFcRn（α鎖）とβ2ミクログロブリン（β2-microglobulin、β2m）でヘテロ二量体を形成する受容体であることが明らかになり、β2mやFcRn（α鎖）のノックアウトマウスにおいてIgGの血中半減期が著しく短縮した。このことからFcRnはIgGの半減期の延長に寄与する受容体と考えられている。
FcRnとIgGの結合はpH依存的であり、エンドソーム内のpH6.0-6.5程度の酸性条件下では強固に結合するが、pH7.0～7.5程度の中性条件下では解離する特性がある。そのためIgGはピノサイトーシスによって取り込まれた後に、主に細胞内に局在するFcRnとエンドソーム内でIgGのFc領域と強固に結合する。その後、IgG-FcRn複合体は細胞表面にリサイクリングされた後、細胞表面の中性環境においてIgGが解離することで血中に再び戻る。FcRn依存的な抗体の半減期延長効果は、IgGの血中半減期が21日程度に対して、他の免疫グロブリンの抗体の血中半減期が2～10日であることからIgG選択的である。FcRnとFc領域の結合性は動物種が異なると親和性が低下することが知られており、これまでに開発されてきた抗体医薬品のヒトにおける血中半減期を調べると、一般的な傾向として、マウス抗体、キメラ抗体（マウス抗体の可変部とヒト抗体の定常部）、ヒト化抗体（超可変部がマウス抗体由来でそれ以外はヒト抗体と同等）、ヒト抗体の順に半減期が長くなる。また融合蛋白質がもつFc領域のFcRnに対する親和性はIgGそのもののFc領域と比較して低い。FcRnによる半減期延長効果を狙った融合蛋白質医薬品を開発してもIgGほどの長い半減期は得られない可能性がある。
可溶性抗原を標的とする複数の抗体関連医薬品について、pH6.0におけるヒトFcRnに対する解離定数とヒトで血中半減期の間には負の相関関係も報告されている。これらより、弱酸性領域におけるFcRnとの結合親和性が血中半減期の延長効果を決定する要因になっていることが示唆されている。
また抗体医薬品のクリアランスは、その標的蛋白質が可溶性抗原か受容体など膜結合性抗原かによって異なる。一般的な特徴として、膜結合性抗原を標的とする抗体医薬品のクリアランスは、可溶性抗原を標的とする抗体医薬品よりも大きい傾向があるとともに投与量依存的にクリアランスの低下がみられるケースが多いことが知られている。その原因としては標的が可溶性抗原の場合は、主なクリアランス機構が細網内皮系（RES）による非特異的な貪食であることから、抗原の種類によらず類似の動態特性を示すのに対して、標的が膜結合性抗原の抗体の場合は、主なクリアランス機構として細網内皮系による非特異的な貪食に加えて、標的と抗体の複合体が複合体が受容体介在性エンドサイトーシス（RME）により内在化することに始まる標的依存的なクリアランスの飽和で説明される。したがって、標的が膜結合性抗原の抗体の高投与量条件下でのクリアランスは、その標的が可溶性抗原の抗体のクリアランスに近づくような挙動をとる。
その他、抗体医薬品の特有のクリアランス機構としては、同じくIgGのFc領域が結合するFcγ receptor（FcγR）があげられる。FcγRを介したクリアランスの詳細な分子メカニズムやクリアランスの制御に対する定量的な役割は明確にされていない。しかしFcγRの遺伝子変異がIgGでコーティングされた赤血球の血中半減期に影響を与えることから、FcγRは可溶性抗原-抗体複合体の受容体介在性エンドサイトーシスによる細胞内代謝に一部関与している可能性が考えられる。

#### 遺伝子組換え（リコンビナント）型の高分子医薬品の体内動態
主に天然型と遺伝子組換え（リコンビナント）型の高分子医薬品の体内動態の差異について述べる。高分子医薬品の多くは糖蛋白質であり、遺伝子組み換えで大腸菌につくらせたリコンビナント型(r)蛋白質は天然型(n)蛋白質と異なり糖鎖が欠けている。これまでの研究から、糖鎖の有無が高分子医薬品の体内動態に大きな影響をおよぼす事例が数多く報告されており、その性質を利用することで意図的に糖鎖を改変した高分子医薬品の創製も進んでいる。古くは例えばモデル化合物として血清アルブミンを異なる糖鎖修飾すると肝臓への取り込みに著しい差が生じることが知られている。これは糖鎖認識に基づく受容体介在性エンドサイトーシス機構の関与が考えられる。事実、IL-2を静脈注射後の体内動態では、r型の消失がn型よりも著しく速い。IFNβについては筋注ではr型はn型よりも著しく速く血中から消失するが、静注時においては両者間に大きな差はみられず、糖鎖の有無により、筋注局所もしくは筋肉から血液への移行過程の動態に差が生じるものと考えられている。
ゴーシェ病は遺伝的にグルコセレブロシダーゼという酵素の機能が欠損して言う難病である。糖脂質をセラミドに分解できないため、糖脂質が細網内皮系の細胞に蓄積することで全身性の症状を引き起こす。この治療法の1つとして酵素補充療法が知られている。酵素補充療法では外来的に酵素を投与することでクッパー細胞やマクロファージにグルコセレブロシダーゼを供給する方法が考えられたが、酵素自身を単独で投与しても効果があまり認められなかった。その原因としては外来的に投与した酵素がクッパー細胞やマクロファージに到達しないことがあげられた。そこでグルコセレブロシダーゼに付加する糖鎖の末端をマンノースにすることで肝臓のクッパー細胞に高発現するマンノース受容体に認識させ、効率よく酵素を到達させることに成功した。糖鎖修飾型グルコセレブロシダーゼはイミグルセラーゼ（商品名セレザイム）として上市されている。
またエリスロポエチン(EPO)の半減期を延長するために糖鎖を増加したダルベポエチンα（商品名ネスプ）が開発されている。エリスロポエチンは3つのN-結合糖鎖と1つのO-結合糖鎖をもち、糖鎖の末端に存在するシアル酸の数を減少させると、in vitroの活性は増加するが、逆にin vitroの活性は減少することが知られていた。ダルベポエチンαはEPOの5箇所のアミノ酸残基を改変し、新たに2箇所N-結合糖鎖を付加させることにより、受容体へのEPO結合親和性は減少し、血中半減期がEPOの約3倍に延長した結果、in vivo活性が増加した。それゆえ、従来の週3回投与から週1回投与が可能となった。

#### 核酸医薬の薬物動態学

##### 体内動態
薬の動態は脂溶性や分子量や電荷などに代表される薬物の物理化学的性質と血流や臓器サイズなどの生体側の特徴で決まる。薬物の分子量が大きくなるにつれて薬物が移行可能な臓器や組織は制限される。特に脳や筋肉では毛細血管の内皮細胞が連続内皮であるために毛細血管の透過は制限される。核酸医薬の基本単位であるヌクレオチドの分子量は310～330程度であり、修飾核酸でもその値は大きく変わらないことが多い。核酸医薬では最小のもので分子量4,000程度であり、2本鎖RNAであるsiRNAの場合は分子量13,000程度になる。分子量4000程度の最小の核酸医薬であっても連続内皮の毛細血管を自由に通過することはできない。分布可能な臓器は肝臓、脾臓、腎臓、骨髄など有窓内皮、不連続内皮から構成される毛細血管のある臓器である。例外として固形がん組織では正常組織と比べて新生血管の増生と血管壁の著しい透過性の亢進があることから数十nmサイズのキャリアが固形がん組織に集積しやすいことが知られEPR効果(enhanced permeation and retention effect)といわれる。EPR効果によって高分子が蓄積しやすい固形腫瘍には核酸医薬も到達可能である。実際に静脈内や腹腔内に投与された核酸は、これらの臓器に集積する傾向がある。もうひとつの例外が筋ジストロフィーにおける筋組織である。通常は筋組織は連続型毛細血管をもつため核酸医薬は通過できない。しかし筋ジストロフィーのように筋細胞の壊死・再生が活発な病態では筋組織に効率よくオリゴヌクレオチドが取り込まれる。
分子量が約40,000以下の高分子の場合、あるいは5nm未満のサイズの場合は腎臓の糸球体濾過も体内動態を決定する過程として重要である。タンパク結合率が低い場合には、循環血液中の核酸医薬は速やかに糸球体濾過によって血中濃度が減少する。またマクロファージなどの細胞に発現するスカベンジャーレセプターなどは、ポリアニオンを認識し、これをエンドサイトーシスにより取り込み、分解することが知られている。天然型の核酸はリン酸ジエステル結合を有するポリアニオンであることから、ポリアニオンを認識する機構により除去されることが報告されている。特に100nm以上のサイズになると肝臓や肺などに存在する貪食細胞によって認識されやすく排除されてしまう。
天然型のリン酸ジエステル結合からなる核酸はヌクレアーゼにより速やかに分解される。核酸医薬の作用は量反応関係があるため分解や消失による濃度減少を抑制することは非常に重要である。核酸が体内で速やかに分解される現象の対策としてホスホチオエート化に代表される安定化誘導体が開発されてきた。また多くの核酸医薬は腎糸球体の濾過の閾値よりもサイズが小さい。したがって、血液中で血漿タンパク質と結合しない場合は速やかに腎排泄される。この過程は分子サイズに依存することからポリエチレングリコール（PEG）などの高分子修飾や高分子修飾やタンパク結合性を増大することで速やかな腎排泄の制御が可能と考えられている。

##### 細胞膜透過
核酸医薬のようなオリゴヌクレオチドは細胞にとって不要であるため細胞内への移行は大きく制限されると考えられている。一般的にオリゴヌクレオチドを含める高分子は主にエンドサイトーシスによって取り込まれる。よく知られた核酸医薬のエンドサイトーシスに関わる受容体を下記のようにまとめる。
| 受容体       | リガンド        | 細胞                                 |
| ------------ | --------------- | ------------------------------------ |
| MSR1         | PO DNA          | マクロファージ、樹状細胞             |
| MAC-1        | PS DNA          | 多核白血球、マクロファージ、樹状細胞 |
| MANB         | calf thymus DNA | マクロファージ、B細胞                |
| DEC-205      | PS CpG DNA      | 胸腺上皮細胞、樹状細胞               |
| AGER         | PS/PO CpG DNA   | マクロファージ、内皮細胞             |
| MRC1         | PS CpG DNA      | マクロファージ、樹状細胞             |
| stabilin-1,2 | PS DNA          | 培養細胞                             |

細胞内移行後も細胞膜を通過していないため、オリゴヌクレオチドが細胞質や核に移行する可能性は非常に低い。一般的にエンドサイトーシスによって取り込まれた分子はエンドソームへ輸送され、その後、加水分解酵素を含むリソソームへ輸送され、分解される。膜透過性の乏しい活性分子の透過性改善を目的としてDDSの分野では様々な方法が提唱されている。その多くは核酸医薬に対しても適応されている。その一例としてはコレステロールなどの脂溶性化合物を利用した修飾があげられる。これは、水溶性高分子である核酸医薬の疎水性を増大することで、細胞膜との相互作用を高め、結果的に細胞膜を介する輸送効率を高めることを目的としたものである。コレステロールの他には膜透過ペプチドや正電荷を有するアルギニン誘導体などを結合させる方法やリポソームなどの脂質微粒子やポリカチオンなども開発されている。核酸と細胞膜との相互作用の増大と膜構造不安定化により、核酸医薬の膜透過性改善は実現可能と考えられている。
細胞膜の透過に関しては一本鎖のアンチセンス核酸と二本鎖のsiRNAでは異なる点がある。アンチセンス核酸の場合は培養細胞の実験の場合は数100nMまで濃度を挙げると細胞内に取り込まれるが、二本鎖のsiRNAは取り込まれない。またアンチセンス核酸はGapmer型アンチセンスでもスプライシング制御型アンチセンスであっても核内で機能するため核膜を通過する必要がある。siRNAは細胞質で作用するため核膜を通過する必要はない。